# KW-2
Der KW-2 (russisch КВ-2), benannt nach dem Verteidigungsminister zur Zeit der Einführung der KW-Serie, Marschall Kliment Jefremowitsch Woroschilow, war ein schwerer sowjetischer Panzer, der im Zweiten Weltkrieg von 1941 bis 1942 zum Einsatz kam.

## Entwicklung
Der KW-2 wurde auf dem Chassis des KW-1 entwickelt, als der sowjetische Generalstab einen Panzer mit schwerer Bewaffnung zum Bekämpfen von befestigten Stellungen und Bunkern forderte. Zuerst wurde die 122-mm-Haubitze M1938 L22/7 eingebaut, später rüstete man jedoch auf die 152-mm-Haubitze M1938 (M-10) um. Demzufolge musste der Turm deutlich vergrößert werden, um das größere Geschütz aufnehmen zu können. Die hohe Silhouette des Fahrzeuges erforderte nunmehr eine verstärkte Panzerung am Turm, um dem zu erwartenden heftigen Beschuss standhalten zu können. So erhöhte sich das Gefechtsgewicht des KW-2 bis auf 57 Tonnen und seine Höchstgeschwindigkeit reduzierte sich auf unter 30 km/h. Die einzige sowjetische Variante des KW-2 war der KW-2b, der nicht auf dem Chassis des KW-1, sondern auf dem Chassis des verbesserten KW-1A basierte.

## Einsatz
Der Panzer wurde nach der Genehmigung des Entwurfs 1940 in Serie gefertigt. Die Sowjetunion fertigte 102 Stück im Jahr 1940, 111 Stück im Jahr 1941, zusammen also 213 Stück. Nach anderer Ansicht entstanden 5 Prototypen um die Jahreswende 1939/40, die teilweise im russisch-finnischen Winterkrieg zum Einsatz kamen, danach eine Vorserie von 20 Stück einer verbesserten Form im Juli–August 1940, ein erstes Baulos von 80 Stück: 25 Stück im November und 55 Stück im Dezember 1940, ein zweites Baulos von 100 Stück, davon 60 Stück im Mai und 40 Stück im Juni 1941, zusammen also 205 Stück. In der Panzerschlacht bei Raseiniai löste sein Einsatz eine Krise und Panikstimmung bei den deutschen Truppen aus. Beide Varianten des KW-2 erwiesen sich jedoch als zu schwer, um in schwierigem Gelände nach modernen Grundsätzen eingesetzt zu werden. Gerade die schnellen Bewegungsgefechte um 1941 verlangten von den beteiligten Panzern auf deutscher und sowjetischer Seite hohe Beweglichkeit bei mäßigem Treibstoffverbrauch. Der KW-2 erfüllte keine dieser Forderungen und war zudem noch sehr reparaturanfällig. Infolge dieser Probleme gingen die meisten KW-2 durch technische Defekte oder Treibstoffmangel verloren oder fuhren sich in ungünstigem Gelände fest und wurden aufgegeben. Der Turm ließ sich zudem nur in waagerechter Stellung des Fahrzeugs drehen.
Der Panzer war als Angriffswaffe entwickelt worden, um das bis dahin schwerste in einem Panzer eingebaute Geschütz (Kal. 152 mm), geschützt durch die bis zu 110 mm starke Panzerung, möglichst nahe an feindliche Bunker heranzubringen, um diese Bunker dann mit möglichst wenigen Schuss zu knacken. Dem Fahrzeug lag also eine ähnliche Konzeption zugrunde wie den späteren deutschen Panzern Sturmpanzer IV „Brummbär“ und dem 38-cm-Sturmmörser „Sturmtiger“. In den russischen Rückzugsgefechten des Jahres 1941 gab es hierfür aber keine passenden Einsatzmöglichkeiten. Die niedrige Feuergeschwindigkeit, die langsame Turmschwenkmechanik und das langsam fliegende 152-mm-Artilleriegeschoss machten den KW-2 ungeeignet für den Kampf gegen seine kleineren und wendigeren Gegner. Zwar war die Kernpanzerung weder durch die deutschen Panzerabwehrkanonen noch durch die deutschen Kampfwagenkanonen zu Beginn des Deutsch-Sowjetischen Krieges zu durchschlagen, jedoch konnte der KW bewegungsunfähig geschossen und die Besatzung so zur Aufgabe gezwungen werden. Zumeist wurde deren Vernichtung jedoch der Luftwaffe überlassen, die mit im Erdkampf eingesetzten 8,8-cm-Flak 18/36/37 den KW-2 wirksam bekämpfen konnte. Es sind einige Fälle bekannt, in denen ein einziger KW-2 ganze deutsche Panzerkompanien aufhielt, indem er an einem Geländeengpass die Durchfahrt blockierte. Der KW-2 wurde von den deutschen Soldaten „52-Tonner“ genannt und war zu Beginn des Krieges der Schrecken der Panzertruppe.
Wehrmacht und Waffen-SS setzten erbeutete KW-2-Panzer unter der Bezeichnung Panzerkampfwagen KW II 754 (r) ein. Als Beutepanzer wurde er unter anderem aufgrund seiner dafür vorzüglich geeigneten Größe als Artillerie-Beobachtungspanzer eingesetzt. Einzelne KW-2 lassen sich laut Akten bei der 5. SS-Panzer-Division „Wiking“, der 269. Infanterie-Division und der Panzer-Abteilung z.b.V. 66 nachweisen.

## Technische Daten
| Panzerkampfwagen KW-II       |                                       |
| 0Allgemeine Eigenschaften    |                                       |
| Besatzung                    | sechs Soldaten                        |
| Gefechtsgewicht              | 52 t                                  |
| Spezifischer Bodendruck      | 0,84 kg/cm²                           |
| Länge                        | 7,10 m (Serienfz/Rohr 12h)            |
| Breite                       | 3,35 m                                |
| Höhe                         | 3,28 m                                |
| Bodenfreiheit                | 43 cm                                 |
| Kettenbreite                 | 70 cm                                 |
| 0Bewaffnung                  |                                       |
| Hauptbewaffnung              | 152,4-mm-Haubitze M-10 S L/24         |
| Sekundärbewaffnung           | 3–4 DT-MG (Kal. 7,62 mm) (Serienfzg.) |
| Kampfbeladung HW             | 36 Geschosse                          |
| Kampfbeladung MG             | 3055 Schuss                           |
| 0Fahrleistung                |                                       |
| Motor                        | Zwölfzylinder-Dieselmotor W-2K        |
| Kühlung                      | Wasser                                |
| Hubraum                      | 38,88 l                               |
| Bohrung / Hub                | 150 mm × 180 (Anlenkpleuel 186,7) mm  |
| max. Drehzahl                | 2000 min−1                            |
| max. Leistung                | 600 PS (550 PS bei 1900 min−1)        |
| Literleistung                | 14,5 PS/l                             |
| Leistung/Gewicht             | 10,6 PS/t                             |
| Getriebe                     | fünf Vorwärtsgänge, ein Rückwärtsgang |
| Höchstgeschwindigkeit Straße | 35 km/h                               |
| Kraftstoffvorrat             | 650 l                                 |
| Reichweite Straße            | 220 km                                |
| Reichweite Gelände           | 130 km                                |
| Lenkung                      | Lenkbremsen                           |
| Laufrollen                   | 6                                     |
| Federung                     | Drehstäbe                             |
| Wattiefe                     | 145 cm                                |
| 0Panzerung                   |                                       |
| Wannenbug                    | 75 mm                                 |
| Wannenseite                  | 75 mm                                 |
| Wannenheck                   | 75 mm                                 |
| Wannendach                   | 40 mm                                 |
| Wannenboden                  | 35 mm                                 |
| Turmblende                   | 90 mm                                 |
| Turmfront                    | 110 mm                                |
| Turmseite                    | 75 mm                                 |
| Turmheck                     | 75 mm                                 |
| Turmdach                     | 35 mm                                 |